# کالیدین
کالیدین (به انگلیسی: Kallidin) با فرمول شیمیایی C۵۶H۸۵N۱۷O۱۲ یک ترکیب شیمیایی با شناسه پاب‌کم ۵۳۱۱۱۱۱ است. که جرم مولی آن ۱۱۸۸٫۳۸ g/mol می‌باشد. 